# Слободан Комленович
Слободан Комленович (серб. Slobodan Komljenović / Слободан Комљеновић, нар. 2 лютого 1971, Франкфурт-на-Майні) — німецький і югославський футболіст, що грав на позиції захисника.
Виступав, зокрема, за клуби «Айнтрахт», «Кайзерслаутерн» та «Реал Сарагоса», а також національну збірну Югославії, у складі якої був учасником чемпіонату світу та Європи.

## Клубна кар'єра
Слободан Комленович народився 2 січня 1971 року у Франкфурті-на-Майні, в Західній Німеччині в сім'ї сербських емігрантів. Футболом почав займатися в аматорських клубах рідного міста «SG Viktoria Griesheim» і «SG Hoechst». У 1990 році Комленович перейшов у професійний футбольний клуб франкфуртський «Айнтрахт». У сезоні 1991/92 Комленович грав у складі молодіжної команди «Айнтрахта», яка виступала в Регіональній лізі «Південь». У перший рік виступів за «Айнтрахт II» Слободан провів 19 матчів в рамках регіональної ліги.
У складі основної команди Комленович дебютував за часів югославського фахівця Драгослава Степановича у матчі Бундесліги 21 листопада 1992 року проти «Шальке 04». Зустріч завершилася з рахунком 0:0, а Комленович став гравцем основного складу і відіграв у дебютному сезоні 18 ігор у чемпіонаті країни. У тому сезоні «Айнтрахт» виграв «бронзу» німецького чемпіонату і отримав путівку в Кубок УЄФА 1993/94. Відхід в 1993 році Степановича з поста головного тренера, не вплинув на становище Комленовича в команді. У наступні сезони Слободан був важливим гравцем оборони команди, яка з кожним роком виступала гірше попереднього і у сезоні 1995/96 «Айнтрахт» вилетів у Другу Бундеслігу.
Відігравши сезон за «Айнтрахт» у Другій Бундеслізі, Комленович повернувся в елітний дивізіон німецького футболу, підписавши контракт з «Дуйсбургом». У сезоні 1997/98 «Дуйсбург» грав на гідному рівні, зайнявши підсумкове 8-е місце у Бундеслізі. Крім цього команда Фрідгельма Функеля дійшла до фіналу Кубка Німеччини, де поступилася мюнхенській «Баварії» (1:2). У складі «зебр» Комленович відіграв два сезони в ході яких був гравцем основного складу, пропустивши за два роки всього лише 3 гри в чемпіонаті. В сезоні 1998/99 Комленович дебютував в єврокубках, зігравши в розіграші Кубка володарів кубків проти бельгійського «Генка».
У 1999 році Слободан перейшов у більш амбітний «Кайзерслаутерн», у складі якого грав у розіграші Кубка УЄФА 1999/00. Комленович вийшов на заміну в матчі з англійським «Тоттенгемом» і допоміг своїй команді пройти в наступний раунд. У складі «червоних чортів» Комленович також провів два сезони, проте не так часто виходив на поле як в «Дуйсбурзі».
2001 року у віці 30 років Комленович підписав контракт з іспанською «Сарагосою». У другій частині сезону 2001/02 Комленович став гравцем основного складу команди, однак це не допомогло «Сарагосі» уникнути вильоту в Сегунду. Після того як «Сарагоса» повернулася в Прімеру Комленович вирішив повернутися в Німеччину і підписав контракт з клубом Другої Бундесліги «Вакером» (Бургхаузен). У міжсезоння Комленович перейшов в інший клуб Другої Бундесліги «Мюнхен 1860», за який виступав два сезони.
У 2006 році Слободан вирішив завершити кар'єру професійного футболіста у віці 35 років. За свою кар'єру Комленович провів 210 матчів у Першій Бундеслізі, забивши 11 м'ячів. Однак у 2007 року Комленович продовжив грати у футбол на аматорському рівні в клубі «Union Weißkirchen» з 3-го австрійського дивізіону. У червні 2008 року Комленович перейшов у німецький аматорський клуб «VfR Jettingen», що грав у Беціркслізі (8-му німецькому дивізіоні).
У сезоні 2009/10 Комленович повернувся на історичну батьківщину своїх предків у Боснію і Герцеговину, де став спортивним директором клубу «Лакташі». За підсумками сезону «Лакташі» вилетів з вищого дивізіону Боснії і Герцеговини в Першу лігу Республіки Сербської.

## Виступи за збірну
Слободан Комленович дебютував у складі збірній Югославії 23 грудня 1994 року в товариській грі зі збірною Бразилії. Незважаючи на те, що Слободан не зіграв жодної зустрічі у складі збірної в ході відбіркового турніру до чемпіонату світу 1998 року, він був внесений в заявку збірної Югославії на фінальний турнір у Франції головним тренером Слободаном Сантрачем. В першому матчі збірної на турнірі проти Ірану Комленович не брав, однак другу гру проти Німеччині (2:2) провів повністю. У заключному матчі групового раунду проти збірної США Слободан приніс перемогу югославам, забивши єдиний м'яч у зустрічі вже на 4-й хвилині. У матчі 1/8 фіналу проти збірної Нідерландів, програної югославами 1:2, Комленович також зумів відзначитися.
Після чемпіонату світу Комленович не викликався до складу збірної на перші матчі відбіркового турніру до чемпіонату Європи 2000 року. Слободан зіграв лише в двох матчах відбірної кампанії у вересні 1999 року проти Ірландії (1:2) і Македонії (4:2). Однак, незважаючи на це Комленович був включений до складу збірної тренером Вуядином Бошковим на чемпіонат Європи 2000 року. Першу гру зі словенцями Комленович пропустив, однак у всіх наступних матчах Слободан взяв участь. У драматичному поєдинку проти збірної Іспанії, Комленович зумів забити один з трьох м'ячів у ворота суперника, однак цього виявилося недостатньо для перемоги (3:4). У матчі 1/8 фіналу проти голландців югослави були розгромлені з рахунком 1:6 і припинили виступи на континентальній першості.
Протягом кар'єри у національній команді провів у формі головної команди країни 22 матчі, забивши 3 голи.